# Reinhard Sieder
Reinhard Sieder (* 2. Juli 1950 in Göstling an der Ybbs, Niederösterreich) ist ein österreichischer Historiker, Sozial- und Kulturwissenschaftler und a.o. Universitätsprofessor für Sozial- und Wirtschaftsgeschichte der Neuzeit i. R. der Universität Wien.

## Leben
Sieder studierte von 1969 bis 1975 Deutsche Philologie und Literaturwissenschaft, Geschichte, Wirtschafts- und Sozialgeschichte an der Universität Wien. 1975 wurde er zum Dr. phil. promoviert. Ab 1976 arbeitete er einige Jahre als Vertragsassistent in Forschungsprojekten und als Lehrbeauftragter an der Universität Wien. 1978 folgte er einer Einladung an die Cambridge Group for the History of Population and Social Structure (Cambridge/UK). 1980 gründete er mit Kollegen den Verlag für Gesellschaftskritik, einen Verlag der Autoren aus den Geschichts-, Kultur- und Sozialwissenschaften, dessen Trägerverein er vorstand. 1981 und 1982 schrieb und sprach er Sendungen für Kultur- und Wissenschaftsprogramme als Freier Mitarbeiter des Österreichischen Rundfunks. 1989 wurde er an der Universität Wien habilitiert und erhielt die Dozentur für Sozial- und Wirtschaftsgeschichte der Neuzeit. 1990 gründete er mit Kollegen die Österreichische Zeitschrift für Geschichtswissenschaften, deren Trägerverein er bis 2017 vorstand und deren Herausgeberschaft er weiterhin angehört. Er erhielt Lehraufträge am Institut für Ethnologie (bzw. Kultur- und Sozialanthropologie) der Universität Wien, am Institut für Geschichte der Universität Salzburg, am Institut für Soziologie der Universität Innsbruck sowie am Europäischen Hochschulinstitut in Florenz. 1997 wurde er zum a.o. Universitätsprofessor für Sozial- und Wirtschaftsgeschichte der Neuzeit an der Universität Wien ernannt. 2003 erhielt er eine Gastprofessur am Institut für Zeitgeschichte der Karl-Franzens-Universität Graz. 2010 wurde er zum Vorstand des Instituts für Wirtschafts- und Sozialgeschichte der Universität Wien bestellt. 2011 betraute ihn die Stadt Wien mit der Leitung einer Historikerkommission zur Untersuchung der Gewalt gegen Kinder in allen städtischen, kirchlichen und privaten Kinderheimen. 2015 wurde er von der Universität Wien in den Ruhestand versetzt. Seither arbeitet er als freier Autor, Vortragender und Forscher.

## Forschung und Lehre

### Sozial-, Wirtschafts- und Kulturgeschichte des Hauses und der Familie
Die Geschichte der ‚privaten‘ Lebensweisen und der häuslichen Wirtschaftsformen im europäischen und globalen Vergleich bildet den ersten Schwerpunkt in Reinhard Sieders Forschung und Lehre. Mit Michael Mitterauer verfasste er eine Geschichte der Familiensysteme in Europa, die zugleich das Forschungsprogramm der Wiener Forschergruppe für etwa zehn Jahre umriss. Ein internationales Forscher-Netzwerk ermöglichte Sieder 1978 einen Forschungsaufenthalt in Cambridge/UK (SSRC Cambridge Group for the History of Population and Social Structure), woraus die Übersetzung des ersten Buches ins Englische und Beiträge zu internationalen Sammelbänden hervorgehen. 1982 legte Sieder seine in mehrere Sprachen übersetzte Sozialgeschichte der Familie vor. Im selben Jahr erschien sein umfangreicher Beitrag über die Familie im 20. Jahrhundert für Band 4 des Standardwerks Geschichte der Familie von André Burguière und anderen.

### Das private Leben in der Zweiten Moderne
Ab den 1990er Jahren wurde Sieders Forschung und Lehre von jüngeren Entwicklungen und rezenten gesellschaftlichen Problemlagen bestimmt. Er untersuchte die Veränderung des Familienlebens durch Trennung und Scheidung mit Fokus auf die Folgen für die Gestaltung der Elternschaft und der Kindheit. In Fallstudien rekonstruierte er die historisch neue Lage von Kindern in bi-lokalen Familiensystemen nach Trennung der Eltern. Er wies fallempirisch nach, dass Väter nach der Trennung von ihren Ehe- und Lebenspartnerinnen aktivere und engagiertere Väter werden können. Aus autobiographischen Interviews rekonstruierte er die steigenden Ansprüche älterer Menschen auf ein gutes Leben und diskutierte die Recodierung der romantischen Liebe in der Zweiten Moderne und deren Implikationen für die Lebensplanung. Basierend auf mehrjähriger Projekt-Forschung publizierte er 2008 eine qualitative Studie zu Patchwork-Familien-Systemen, die auch in der Paar- und Familientherapie Beachtung findet. Dies führte zu Einladungen des Autors zu Tagungen psychotherapeutischer, psychoanalytischer und soziologischer Vereinigungen in Österreich, Deutschland, der Schweiz und den USA sowie zu mehreren Vorträgen und Ausbildungsseminaren für Psychotherapeuten im Rahmen der ÖAS. In einem mit Ernst Langthaler herausgegebenen Band veröffentlichte Reinhard  Sieder eine vergleichende Untersuchung zu Formen von Haus, Haushalt und Familie in südamerikanischen, chinesischen und europäischen Regionen. Das Fazit: In allen untersuchten Weltregionen findet sich im Lauf des 20. Jahrhunderts die säkulare Tendenz zur Emanzipation von jungen Kleinfamilien aus größeren Verwandtschafts- und Haushalts-Systemen; sie tendieren zu deutlich weniger Kindern, einer engagierteren Elternschaft von Müttern und Vätern, zur Emanzipation lediger Mütter aus patriarchaler, staatlicher, munizipaler und medikaler Bevormundung und einer zunehmend aktiven Vaterschaft: engl. fathering, sowie zu relativ mehr Geschlechter-Gerechtigkeit im öffentlichen Diskurs und partiell auch im Alltagsleben.

### Narrativ-autobiographisches Interview und Textanalyse
Bedingt durch die sich auf das 20. und frühe 21. Jahrhundert beziehenden Forschungsfragen befasst sich Reinhard Sieder in Forschung und Lehre intensiv mit qualitativen sozial- und kulturwissenschaftlichen Methoden und Techniken. Im narrativen Interview und in der sequentiellen Textanalyse findet er geeignete Methoden, adaptiert sie aber zunehmend an seine eigenen Forschungsprojekte und erweitert die Debatte u. a. um die Frage nach der besonderen Art der historischen Erklärung: Erzählende und erklärende Sätze verbinden sich im rekonstruktiven und konsekutiven Theorie-Typus, der erklären kann, „wie es so kommen konnte“.
In internationalen Vorträgen, Vorlesungen und Seminaren vermittelt Reinhard Sieder das Konzept einer verstehenden Historischen Kultur- und Sozialwissenschaft, die nicht nur Struktur-Daten vermisst, sondern mit qualitativen Methoden auch die strukturierende Praxis und deren Bedeutungen symbolisierende Autobiographik der Akteure re-konstruiert. In seinen empirischen Forschungsprojekten fokussiert er zunehmend auf das handlungsleitende Wissen der Akteure in sozialen Gruppen und Institutionen. Die sequentielle Textanalyse ergänzt er durch Elemente der Dokumentarischen Methode. In seiner empirischen Studie zu Patchwork-Familiensystemen macht er deutlich, dass autobiographisches Erinnern und Erzählen (im Alltagsleben wie im autobiographischen, narrativen Interview) nicht solipsistisch sind, sondern interaktionell erfolgen und an aktuell anwesende oder abwesende Interaktionspartner (Partner, Kinder, Kollegen usw.) gerichtet werden.

### Für eine Historische Sozial- und Kulturwissenschaft
Die Historisierung des Subjekts der Gesellschaft, poststrukturalistische, soziologische Theorien der Praxis (Pierre Bourdieu, Anthony Giddens u. a.), sozialpsychologische Theorien zur Ontogenese, phänomenologische Theorien zu Alltagsleben und Lebenswelt (Alfred Schütz, Thomas Luckmann) u. a. verändern das Konzept Sozialgeschichte. Nach einer kritischen Rekonstruktion seiner Geschichte plädiert Sieder für die Erweiterung der Sozialgeschichte bzw. der historischen Sozialwissenschaft durch die Beachtung der Bedeutungen symbolisierenden, kulturellen Praktiken, die sich jeweils mit sozialen Praktiken verbinden. Nur so sei die „Rückkehr des Subjekts“ in die Kulturwissenschaften ohne Rückfall in den Subjektivismus möglich.

### Gewalt gegen Kinder und Jugendliche, Flucht und Exil
Reinhard Sieder wendet sein Konzept der historischen Sozial- und Kulturwissenschaft in Forschungsprojekten an. 2010–2012 untersuchte er im Auftrag der Wiener Stadtregierung mit einigen Mitarbeitern Gewalt gegen Kinder und Jugendliche in städtischen, kirchlichen und privaten Kinder- bzw. Erziehungsheimen. 2016–2017 rekonstruierte er Verläufe der Flucht-Migration und des Exils von syrischen Ärzten und Pharmazeuten.

### Alltagsleben und Regierungspolitik
Um 2018 forscht Sieder erneut zum Alltagsleben in Stadt und Land Wien, allerdings mit einer veränderten Haupt-Fragestellung. Nach Darstellungen der Wiener Fürsorge- und Wohnbaupolitik arbeitet er an einer Synthese seiner Forschungen zu Alltagsleben und Regierungspolitik im Roten Wien.

## Publikationen (Auswahl)
- mit Michael Mitterauer: Vom Patriarchat zur Partnerschaft. Zum Strukturwandel der Familie in Europa. 1. Auflage, Verlag C.H. Beck, München 1976, 4. Auflage, Beck’sche Reihe BsR 158, München 1991, ISBN 3-406-35575-7.
- mit Michael Mitterauer: The European Family. Patriarchy to Partnership from the Middle Ages to the Present. Translated by Karla Oosterveen and Manfred Hörzinger and revised for this edition. Basil Blackwell, 1st ed. Oxford 1982, reprinted 1983, 1988, 1989. ISBN 0-631-12913-8. ISBN 0-631-12923-5 paperback.
- Sozialgeschichte der Familie. Suhrkamp Verlag (es 1276), Frankfurt am Main 1982, ISBN 3-518-11276-7, ISBN 978-3-518-11276-2.
- mit Michael Mitterauer als Herausgeber: Historische Familienforschung. Suhrkamp (stw 387), Frankfurt am Main 1982, 2. Auflage 2016, 326–368, ISBN 978-3-518-27987-8.
- mit Heinz Steinert, Emmerich Tálos als Herausgeber: Österreich 1945–1995. Gesellschaft – Politik – Kultur, Verlag für Gesellschaftskritik. 1. Auflage Wien 1995, 2. Auflage Wien 1996, ISBN 3-85115-215-8.
- mit Emmerich Tálos, Ernst Hanisch, Wolfgang Neugebauer als Herausgeber: NS-Herrschaft in Österreich. Ein Handbuch. öbv&hpt Verlag, 1. Auflage, Wien 2000, ISBN 3-209-03179-7.
- Patchworks – das Familienleben getrennter Eltern und ihrer Kinder. Mit einem Vorwort von Helm Stierlin. Klett-Cotta, Stuttgart 2008, ISBN 978-3-608-94506-5.
- mit Andrea Smioski: Der Kindheit beraubt. Gewalt in den Erziehungsheimen der Stadt Wien. Unter Mitarbeit von Holger Eich und Sabine Kirschenhofer. Studien Verlag, Innsbruck / Wien / Bozen 2012, ISBN 978-3-7065-5232-5.
- Geschiedene Eltern, verstörte Kinder – oder ein neues Familienleben? Mit Vorworten von Hubert Christian Ehalt und Bettina Dausien. Picus Verlag, Wien 2012, ISBN 978-3-85452-559-2.

## Ehrungen und Auszeichnungen
- 1995: Bruno-Kreisky-Preis für das politische Buch (mit Heinz Steinert und Emmerich Tálos)